# Iaspis exiguus
Iaspis exiguus is een vlinder uit de familie van de Lycaenidae. De wetenschappelijke naam van de soort werd als Thecla exiguus in 1907 gepubliceerd door Hamilton Herbert Druce.